# エディ・ローソン
エディ・レイ・ローソン（Eddie Ray Lawson、1958年3月11日 - ）は、アメリカ人のオートバイロードレース選手。WGP500ccクラスにおいて、1984年、1986年、1988年、1989年の4度に渡りタイトルを獲得し、異なる3メーカーで通算31勝を挙げた。その正確なマシンコントロールと着実なレース運びから、「ステディ・エディ」の異名を取った。
同じくアメリカンライダーのフレディ・スペンサーとはAMAスーパーバイク選手権時代からライバル関係であった。

## 経歴

### 少年時代
1958年3月11日、カリフォルニア州ロサンゼルス近郊の都市アップランドで生まれた。祖父はドイツ系、母はイタリア系、父はインディアンにルーツを持ち、科学者として水道局に勤務。父がオートバイ愛好者であったことはエディの嗜好に影響を与えた。5歳年下の妹が一人おり、小学校の教員をしている。子供時代は毎週家族一緒に砂漠へキャンプへ行き、砂漠では自転車や80ccのミニバイクで走りまわっていた。学校では昼休みに教室内を自転車でウィリーをして走って楽しんでいた。自転車に乗っているときのエディの気持ちはケニー・ロバーツになったような気分であった。7歳からミニバイクレースに参戦。12歳のときにダートトラックにデビュー。1年後にはイタルジェット50でレースに参戦し、一家でレースを楽しんだ。
少年時からカリフォルニアで盛んなスポーツである水上スキーやジェットスキーを好んでいた。アメリカ3大スポーツと言われるアメリカンフットボールやバスケットボール、野球にはまったく興味が湧かなかった。成長するにつれてスピードボートやミッション付レーシングカートのような動力付きの乗り物を制御するモータースポーツに進んでいく。

### AMAスーパーバイク参戦
1978年にAMAエキスパート・ライセンスを取得。
1980年よりロードレースに転向し、カワサキと契約。AMAスーパーバイクおよびAMA250ccGPへ参戦。
米国国内選手権の成績に対する報酬として、1981年のドイツグランプリでGP250ccクラスにデビューし、続くネイションズグランプリ（イタリア）、フランスグランプリの計3戦にカワサキからワイルドカードで出場した。また、1981年度にスーパーバイク王者になった際、記念としてカワサキからは「ローソンレプリカ」ことZ1000Rが発売されている。

### GP参戦
1983年、キング・ケニーのチームメイトとしてマールボロ・ヤマハ・チームと契約し、GP500ccクラス参戦を開始した。翌1984年にはライバルと言われたスペンサーのタイトル防衛を阻止し、早くも初のチャンピオンの座に就いた。1986年と1988年にも圧倒的な強さを見せてチャンピオンを獲得。しかし、88年のシーズン後、チームオーナーのジャコモ・アゴスチーニから「マールボロがスポンサーフィーを減らすので、来年は契約金を減額しなければならない。」という話を聞かされる。チャンピオンを獲得したにも関わらず、ギャラが落ちてしまうことに納得いかなかったローソンは、フィリップモリスのオフィスを訪れ、スポンサー料を増額してもらうよう直談判する。ところがその時に、フィリップモリスがチームへのスポンサーフィーを本当は大幅に増額する予定だったことを知る。一連の話をローソンから聞いたフィリップモリスは、この場で納得できるギャラを払って直接契約しようとまで提案した。しかし、アゴスチーニの嘘に腹を立て、チームと仕事をする意思を失っていたローソンは、フィリップモリスの提案を丁寧に断り、この年限りでヤマハを離脱した。
ヤマハで3度チャンピオンになったが、1989年にロスマンズ・カネモト・ホンダ・チームに電撃移籍。ヤマハのウェイン・レイニーやホンダのトップワークスチームのワイン・ガードナーを破り、ホンダ移籍の初年度にチャンピオンとなった。シーズン前のテストで右手を負傷しアクセルやブレーキの操作に支障を来すというハンデを抱えながら、シーズン中に13個ものフレーム変更とテストをこなしシーズン序盤にポイントを稼いでいたレイニーをじわじわと追い詰め、終盤で逆転するというステディぶりを見せた。しかし、来季の契約に向けて、ホンダはチャンピオンになったローソンに前年と同様の契約金という条件のオファーしか出さず、1年でカネモトチームを離脱することになってしまった。
1990年に向け、再びヤマハに復帰。ただし、以前所属していたチーム・アゴスチーニではなく、チーム・ロバーツからの参戦だった。これは、この年ロバーツのチームのメインスポンサーになったマールボロが、ローソンに対してホンダの2倍の契約金を用意していたことも影響していた。開幕戦の日本GPでトップグループを走行中、鈴鹿の高速コーナー130Rでホンダのミック・ドゥーハンに追突され転倒、踵に大きな負傷を追う。さらに第2戦のアメリカグランプリにてブレーキトラブルにより転倒し前戦で痛めた踵を骨折。以後長期欠場を強いられ、開幕早々にしてタイトル争いから離脱することとなった。6月、第8戦のオランダグランプリからようやく復帰。7月末の鈴鹿8時間耐久ロードレースでは、平忠彦とのペアでTECH21チームを優勝に導いた（後述）。WGPでは復帰後の8戦全レースでポイントを獲得し、そのうち6戦で表彰台に上がった。しかし長期欠場が響き年間未勝利、ランキングは7位となった。
1991年、イタリアの新興勢力であったカジバ・チームに移籍。カジバは1990年8月にGPからの一時撤退を表明していた為、ローソンのカジバ移籍加入は関係者に大きな驚きをもって迎えられた。移籍会見では「あと2年でGPから引退する」ことと「カジバを必ず優勝させる」ことを宣言。そして「この公約はどれだけのサラリーを積まれても決して覆さない」と意欲を述べた。カジバでの初年度は、それまでのステディなイメージとは異なり激しく攻めるレースを見せ、GP参戦開始以来の最高成績がランディ・マモラによる3位1回（1988年ベルギーGPで記録。）だったカジバでイタリアGP、オランダGPではトップ争いに加わる。イタリアGPでは3位でチェッカーを受け、第10戦フランスGPでも3位表彰台を獲得した。翌1992年、カジバはタイヤをダンロップへ変更。雨となったハンガリーグランプリにて、路面がウェットからドライに変わっていく難コンディションの中、インターミディエイトタイヤをチョイスするというギャンブルが当たり、カジバにGP初優勝をもたらした。また、第8戦オランダGPではカジバ初のポールポジションを獲得、第11戦イギリスGP（ドニントンバーク）でもポールポジション獲得など、カジバのGP500マシンをトップクラスの戦闘力に開発する手腕を見せた。
移籍当時に宣言していた通り、この年限りでローソンはWGPを引退。その後は2輪レースの他に4輪レースにも出場し、アメリカでインディ・ライツにスポット参戦。1994年にはフル参戦しランキング4位。1996年にはCART（現チャンプカー）に参戦した。

## 鈴鹿8時間耐久レース
1980年に初来日。アメリカで所属していたカワサキからKR1000で出走。ヨシムラGS1000と激しく戦い2位。当時は日本食を全く受け付けず、困ったカワサキスタッフにより、鈴鹿に本拠を置くモリワキ主催のバーベキューに混ぜてもらい、ヤキソバを好んで食べていた。
1990年に、前述の足の負傷からWGPの年間タイトル争いから脱落したため、スケジュールに入っていなかった鈴鹿8耐への出場を急遽選択、日本のヤマハのエース平忠彦と組んだ。足の負傷のためルマン式の駆け寄りスタートが出来なかったためスタートライダーは平に譲ったが、走行タイムは最速振りを発揮し優勝。
WGP引退後、1993年の鈴鹿8時間耐久ロードレースにアーブ・カネモトのチームからホンダ・RVFで出場（辻本聡とのコンビ）し2位となったが、この際チームのメインスポンサーがコンビニエンスストア「am/pm」であったため、監督が「彼（ローソン）のことは苗字ではなくエディと呼んで欲しい」と発言する一幕があった。1994年の鈴鹿8耐にはヤマハ・ワークスから永井康友とのチームで出場し4位に入賞した。

## 主な戦績

### AMA
- 1979年 AMA250 ランキング3位
- 1980年 AMAスーパーバイク ランキング2位（3勝、KZ1000Mk.II）
- 1981年 AMAスーパーバイク チャンピオン（4勝、カワサキ・KZ1000J）
- 1982年 AMAスーパーバイク チャンピオン（5勝、カワサキ・KZ1000J/R）
- 1986年 デイトナ200 優勝（ヤマハ・FZ750）
- 1993年 デイトナ200 優勝（バンス&ハインズ・OW01）
- 1994年 デイトナ200 3位（ヤマハ・YZF750SP）

### ロードレース世界選手権
- 凡例
- ボールド体のレースはポールポジション、イタリック体のレースはファステストラップを記録。

| 年   | クラス | チーム             | マシン | 1       | 2       | 3       | 4       | 5       | 6       | 7       | 8       | 9     | 10     | 11    | 12      | 13      | 14    | 15    | ポイント | 順位 | 勝利数 |
| ---- | ------ | ------------------ | ------ | ------- | ------- | ------- | ------- | ------- | ------- | ------- | ------- | ----- | ------ | ----- | ------- | ------- | ----- | ----- | -------- | ---- | ------ |
| 1983 | 500cc  | マールボロ・ヤマハ | YZR500 | RSA 8   | FRA NC  | ITA 3   | GER 9   | SPA 6   | AUT 2   | YUG 3   | NED 5   | BEL 5 | GBR 4  | SWE 5 | RSM 3   |         |       |       | 78       | 4位  | 0      |
| 1984 | 500cc  | マールボロ・ヤマハ | YZR500 | RSA 1   | ITA 2   | SPA 1   | AUT 1   | GER 2   | FRA 2   | YUG 4   | NED 3   | BEL 4 | GBR 2  | SWE 1 | RSM 4   |         |       |       | 142      | 1位  | 4      |
| 1985 | 500cc  | マールボロ・ヤマハ | YZR500 | RSA 1   | SPA 2   | GER 4   | ITA 2   | AUT 2   | YUG 1   | NED NC  | BEL 2   | FRA 4 | GBR 2  | SWE 2 | RSM 1   |         |       |       | 133      | 2位  | 3      |
| 1986 | 500cc  | マールボロ・ヤマハ | YZR500 | SPA 2   | ITA 1   | GER 1   | AUT 1   | YUG 1   | NED NC  | BEL 2   | FRA 1   | GBR 3 | SWE 1  | RSM 1 |         |         |       |       | 139      | 1位  | 7      |
| 1987 | 500cc  | マールボロ・ヤマハ | YZR500 | JPN NC  | SPA 2   | GER 1   | ITA 2   | AUT NC  | YUG 3   | NED 1   | FRA NC  | GBR 1 | SWE 2  | CZE 2 | RSM 2   | POR 1   | BRA 2 | ARG 1 | 157      | 3位  | 5      |
| 1988 | 500cc  | マールボロ・ヤマハ | YZR500 | JPN 3   | USA 1   | SPA 2   | EXP 1   | ITA 1   | GER 4   | AUT 1   | NED 2   | BEL 2 | YUG 10 | FRA 1 | GBR 6   | SWE 1   | CZE 2 | BRA 1 | 252      | 1位  | 7      |
| 1989 | 500cc  | ロスマンズ・ホンダ | NSR500 | JPN 3   | AUS 5   | USA 3   | SPA 1   | ITA DNS | GER 2   | AUT 2   | YUG 3   | NED 2 | BEL 1  | FRA 1 | GBR 2   | SWE 1   | CZE 2 | BRA 2 | 228      | 1位  | 4      |
| 1990 | 500cc  | マールボロ・ヤマハ | YZR500 | JPN DNF | USA DNS | SPA INJ | ITA INJ | GER INJ | AUT INJ | YUG INJ | NED 3   | BEL 3 | FRA 5  | GBR 3 | SWE 2   | CZE 3   | HUN 2 | AUS 4 | 118      | 7位  | 0      |
| 1991 | 500cc  | カジバ             | C591   | JPN 6   | AUS 6   | USA 5   | SPA 6   | ITA 3   | GER 4   | AUT 5   | EUR DNF | NED 4 | FRA 3  | GBR 6 | RSM DNF | CZE 8   | VDM - | MAL - | 126      | 6位  | 0      |
| 1992 | 500cc  | カジバ             | C592   | JPN 14  | AUS 6   | MAL DNF | SPA 11  | ITA 11  | EUR 6   | GER 6   | NED DNF | HUN 1 | FRA 5  | GBR 4 | BRA 11  | RSA DNF |       |       | 56       | 9位  | 1      |

### 8時間耐久ロードレース
| 年   | 車番 | ペアライダー             | チーム                               | マシン           | 予選順位 | 決勝順位 | 周回数 |
| ---- | ---- | ------------------------ | ------------------------------------ | ---------------- | -------- | -------- | ------ |
| 1980 | 11   | グレッグ・ハンスフォード | チーム・カワサキ                     | カワサキ・KR1000 | 3        | 2位      | 200    |
| 1990 | 21   | 平忠彦                   | 資生堂TECH21レーシングチーム・ヤマハ | ヤマハ・YZF750   | 3        | 1位      | 203    |
| 1993 | 7    | 辻本聡                   | am/pmカネモト・ホンダ                | ホンダ・RVF750   | 5        | 2位      | 207    |
| 1994 | 5    | 永井康友                 | Y.R.T.R                              | ヤマハ・YZF750   | 13       | 4位      | 182    |

### 四輪レース

#### インディ・ライツ
| 年     | チーム                     | シャーシ       | エンジン               | 1     | 2      | 3     | 4     | 5     | 6     | 7     | 8      | 9      | 10     | 11    | 12    | 順位 | Pts |
| ------ | -------------------------- | -------------- | ---------------------- | ----- | ------ | ----- | ----- | ----- | ----- | ----- | ------ | ------ | ------ | ----- | ----- | ---- | --- |
| 1992年 | Leading Edge Motorsport    | マーチ・86A    | ビュイック             | PHX   | LBH    | DET   | POR   | MIL   | NHA   | TOR   | CLE    | VAN    | MDO    | NAZ   | LS 18 | NC   | 0   |
| 1993年 | Leading Edge Motorsports   | ローラ・T93/20 | ビュイック・ホールデン | PHX   | LBH    | MIL   | DET   | POR 8 | CLE 9 | TOR   | NHA 10 | VAN 3  | MDO 17 | NAZ   | LS 2  | 12位 | 42  |
| 1994年 | タスマン・モータースポーツ | ローラ・T93/20 | ビュイック             | PHX 3 | LBH 18 | MIL 2 | DET 2 | POR 3 | CLE 1 | TOR 5 | MDO 2  | NHA 11 | VAN 7  | NAZ 5 | LS 3  | 4位  | 139 |

- 太字 はポールポジション

#### CART ワールドシリーズ
| 年     | チーム               | シャーシ       | エンジン                            | 1      | 2      | 3     | 4     | 5      | 6     | 7      | 8     | 9      | 10     | 11     | 12  | 13  | 14  | 15  | 16 | 順位 | ポイント | Ref   |
| ------ | -------------------- | -------------- | ----------------------------------- | ------ | ------ | ----- | ----- | ------ | ----- | ------ | ----- | ------ | ------ | ------ | --- | --- | --- | --- | -- | ---- | -------- | ----- |
| 1996年 | ギャレス・レーシング | ローラ・T96/00 | メルセデス・ベンツ イルモア・IC108C | MIA 15 | RIO 21 | SRF 7 | LBH 9 | NZR 17 | 500 6 | MIL 20 | DET 6 | POR 15 | CLE 24 | TOR 15 | MCH | MDO | ROA | VAN | LS | 20位 | 26       | [ 9 ] |

## 通算成績
- 出走　127回
- 総合優勝　4回/1984、1986、1988、1989（歴代3位タイ）

- 初グランプリ　1983年　第1戦　南アフリカグランプリ
- 初入賞　1983年　第1戦　南アフリカグランプリ（8位）
- 初優勝　1984年　第1戦　南アフリカグランプリ
- 初ポールポジション　1984年　第3戦　スペイングランプリ
- 初ポール・トゥ・ウィン　1984年　第3戦　スペイングランプリ
- 初ファステストラップ　1984年　第3戦　スペイングランプリ

- 優勝回数　31（歴代5位）
- 表彰台獲得数　78（歴代3位）
- ポールポジション回数　18（歴代8位タイ）
- ポール・トゥ・ウィン回数　9（歴代6位タイ）
- ファステストラップ回数　21（歴代8位タイ）
- トータル獲得ポイント　1,429点

※歴代順位は最高峰クラス（500cc/MotoGP）での、2007年1月現在。

## 人物像
レース中のマシン制御の仕方は、論理的な思考に基いており、感情によるものではない。感情を伴なう走りを否定しているわけではないが、感情的になり過ぎることは良くないと考えている。それはローソンが安定性（steady ステディ）を好むからである。感情的な走りはしないが、彼が持つ競争心は人一倍強いものである。
片山敬済によると、ローソンはライダーとしては珍しく、GPを運営するオーガナイザーたちに対する不満を明確に口に出したことがある。ローソン自身はそれを多民族をルーツに持つ家系のせいだろうと述べていた。
「血がごちゃまぜになったほうが、人間は強くなるんだって言ったのはキミじゃなかったかい？   タカズミ!   雑種って言うんだろ？」（エディ・ローソン）
ローソン自身は、自分のライディングスタイルを格好悪いと思っている。客観的に見ていて格好良いライディングスタイルを持つライダーにはケニー・ロバーツとフレディ・スペンサーを挙げるが、一方でヤマハのチームメイト、平忠彦はローソンのライディングフォームやスタイルについて「理想的」「目指すスタイル」と述べており、賞賛を受けている。
ローソンは自身の性格を「一言で言うと落ち込みやすい性格」と分析している。しかし、落ち込んでも前向きな考えに転換することができるので、端から見るとちょっと起伏の激しい性格に見えるのだろうと片山敬済は考察している。

## ローソンレプリカ
エディ・ローソンがライディングした市販車改造レーサーに似せたレプリカ仕様のバイクはローソンレプリカと呼ばれる。
- Z1000R　※KZ1000R
- Z1000R-2　※KZ1000R-2
- Z1100R　※KZ1100R

また、1986年にデイトナ200に参戦し優勝したヤマハFZ750または、レーシングモデファイモデルに似せた仕様についても用いられることがある。